# Aboubakar Camara
Aboubacar Demba Camara (Conakry, 7 november 1994) is een Guinees voetballer die bij voorkeur als aanvaller speelt. Hij verruilde in juli 2014 AC Ajaccio voor Gaziantepspor.

## Clubcarrière
AC Ajaccio haalde Camara in 2013 weg bij het Guineese Satellite, een club uit Conakry. Hij debuteerde op 21 september 2013 voor AC Ajaccio in de Ligue 1, tegen Stade Rennais. Op 25 september 2013 scoorde hij het winnende doelpunt in een met 2-1 gewonnen wedstrijd thuis tegen Olympique Lyon.